# Lista över fotbollsövergångar i Sverige vintern 2013/2014
Detta är en lista över fotbollsövergångar i Sverige vintern 2013/2014.
Endast övergångar i Allsvenskan och Superettan är inkluderade.

## Allsvenskan

### AIK
| Nr | Land         | Pos | Namn                                        |
| -- | ------------ | --- | ------------------------------------------- |
|    | Sverige      | MF  | Panajotis Dimitriadis (Kontraktslös)        |
|    | Sverige      | MF  | Niclas Eliasson (Falkenbergs FF)            |
|    | Sverige      | MF  | Noah Sonko Sundberg (U19-laget)             |
|    | Finland      | A   | Eero Markkanen (Jyväskylän Jalkapalloklubi) |
|    | England      | MF  | Kenny Pavey (Östers IF)                     |
|    | Sierra Leone | A   | Teteh Bangura (Lån från Bursaspor)          |

| Nr | Land         | Pos | Namn                                        |
| -- | ------------ | --- | ------------------------------------------- |
|    | Sverige      | MF  | Panajotis Dimitriadis (Kontraktslös)        |
|    | Sverige      | MF  | Niclas Eliasson (Falkenbergs FF)            |
|    | Sverige      | MF  | Noah Sonko Sundberg (U19-laget)             |
|    | Finland      | A   | Eero Markkanen (Jyväskylän Jalkapalloklubi) |
|    | England      | MF  | Kenny Pavey (Östers IF)                     |
|    | Sierra Leone | A   | Teteh Bangura (Lån från Bursaspor)          |

| Nr | Land         | Pos | Namn                                  |
| -- | ------------ | --- | ------------------------------------- |
|    | Sverige      | MF  | Robert Åhman-Persson (Kontraktslös)   |
|    | Uganda       | MF  | Martin Kayongo-Mutumba (Kontraktslös) |
|    | Sverige      | MF  | Daniel Gustavsson (Örebro SK)         |
|    | Sierra Leone | A   | Alhassan Kamara (Örebro SK)           |
|    | Sverige      | F   | Daniel Majstorović (Kontraktslös)     |
|    | Sverige      | A   | Christian Kouakou (IF Brommapojkarna) |
|    | Sverige      | MF  | Sal Jobarteh (Kontraktslös)           |
|    | Sverige      | F   | Niklas Backman (Dalian Aerbin FC)     |

| Nr | Land         | Pos | Namn                                  |
| -- | ------------ | --- | ------------------------------------- |
|    | Sverige      | MF  | Robert Åhman-Persson (Kontraktslös)   |
|    | Uganda       | MF  | Martin Kayongo-Mutumba (Kontraktslös) |
|    | Sverige      | MF  | Daniel Gustavsson (Örebro SK)         |
|    | Sierra Leone | A   | Alhassan Kamara (Örebro SK)           |
|    | Sverige      | F   | Daniel Majstorović (Kontraktslös)     |
|    | Sverige      | A   | Christian Kouakou (IF Brommapojkarna) |
|    | Sverige      | MF  | Sal Jobarteh (Kontraktslös)           |
|    | Sverige      | F   | Niklas Backman (Dalian Aerbin FC)     |

### IF Brommapojkarna
| Nr | Land | Pos | Namn |
| -- | ---- | --- | ---- |

| Nr | Land | Pos | Namn |
| -- | ---- | --- | ---- |

| Nr | Land    | Pos | Namn                                    |
| -- | ------- | --- | --------------------------------------- |
|    | Sverige | A   | Anton Sandberg Magnusson (Kontraktslös) |

| Nr | Land    | Pos | Namn                                    |
| -- | ------- | --- | --------------------------------------- |
|    | Sverige | A   | Anton Sandberg Magnusson (Kontraktslös) |

### Djurgårdens IF
| Nr | Land      | Pos | Namn                                        |
| -- | --------- | --- | ------------------------------------------- |
|    | Sverige   | F   | Stefan Karlsson (från Östers IF)            |
|    | Sverige   | MF  | Alexander Faltsetas (från Gefle IF)         |
|    | Sverige   | A   | Amadou Jawo (från IF Elfsborg)              |
|    | Sydafrika | MF  | Mark Mayambela (från Mpumalanga Black Aces) |

| Nr | Land      | Pos | Namn                                        |
| -- | --------- | --- | ------------------------------------------- |
|    | Sverige   | F   | Stefan Karlsson (från Östers IF)            |
|    | Sverige   | MF  | Alexander Faltsetas (från Gefle IF)         |
|    | Sverige   | A   | Amadou Jawo (från IF Elfsborg)              |
|    | Sydafrika | MF  | Mark Mayambela (från Mpumalanga Black Aces) |

| Nr | Land         | Pos | Namn                                                      |
| -- | ------------ | --- | --------------------------------------------------------- |
|    | Argentina    | A   | Luis Solignac (återvände efter lån till IFK Mariehamn)    |
|    | USA          | VY  | Brian Span (till FC Dallas)                               |
|    | Sierra Leone | A   | Ike Fofanah (fri transfer)                                |
|    | Sverige      | MF  | Trimi Makolli (fri transfer)                              |
|    | Sverige      | MF  | Saša Matić (fri transfer)                                 |
|    | Sverige      | MF  | Kristijan Cosić (fri transfer)                            |
|    | Sverige      | VB  | Petter Gustafsson (till Åtvidabergs FF)                   |
|    | Sverige      | VB  | Joel Riddez (fri transfer)                                |
|    | Sierra Leone | A   | Alhaji Kamara (till IFK Norrköping)                       |
|    | Sverige      | VY  | Sebastian Rajalakso (till Jagiellonia Białystok)          |
|    | Sverige      | MB  | Daniel Jarl (till Landskrona BoIS)                        |
|    | Ghana        | A   | Godsway Donyoh (återvände efter lån till Manchester City) |
|    | Brasilien    | A   | Pablo Dyego (återvände efter lån till Fluminense)         |
|    | Danmark      | A   | Peter Nymann (till Vestsjælland)                          |
|    | Sverige      | VY  | Nahir Oyal (utlånad till Şanlıurfaspor)                   |

| Nr | Land         | Pos | Namn                                                      |
| -- | ------------ | --- | --------------------------------------------------------- |
|    | Argentina    | A   | Luis Solignac (återvände efter lån till IFK Mariehamn)    |
|    | USA          | VY  | Brian Span (till FC Dallas)                               |
|    | Sierra Leone | A   | Ike Fofanah (fri transfer)                                |
|    | Sverige      | MF  | Trimi Makolli (fri transfer)                              |
|    | Sverige      | MF  | Saša Matić (fri transfer)                                 |
|    | Sverige      | MF  | Kristijan Cosić (fri transfer)                            |
|    | Sverige      | VB  | Petter Gustafsson (till Åtvidabergs FF)                   |
|    | Sverige      | VB  | Joel Riddez (fri transfer)                                |
|    | Sierra Leone | A   | Alhaji Kamara (till IFK Norrköping)                       |
|    | Sverige      | VY  | Sebastian Rajalakso (till Jagiellonia Białystok)          |
|    | Sverige      | MB  | Daniel Jarl (till Landskrona BoIS)                        |
|    | Ghana        | A   | Godsway Donyoh (återvände efter lån till Manchester City) |
|    | Brasilien    | A   | Pablo Dyego (återvände efter lån till Fluminense)         |
|    | Danmark      | A   | Peter Nymann (till Vestsjælland)                          |
|    | Sverige      | VY  | Nahir Oyal (utlånad till Şanlıurfaspor)                   |

### IF Elfsborg
Källa:
| Nr | Land    | Pos | Namn                                         |
| -- | ------- | --- | -------------------------------------------- |
|    | Sverige | MF  | Liridon Gashi (uppflyttad från U21-laget)    |
|    | Sverige | MF  | Anton Andreasson (uppflyttad från U21-laget) |
|    | Sverige | MF  | Arber Zeneli (uppflyttad från U21-laget)     |
|    | Sverige | MF  | Adam Lundqvist (uppflyttad från U21-laget)   |
|    | Sverige | A   | Victor Rotting (uppflyttad från U21-laget)   |

| Nr | Land    | Pos | Namn                                         |
| -- | ------- | --- | -------------------------------------------- |
|    | Sverige | MF  | Liridon Gashi (uppflyttad från U21-laget)    |
|    | Sverige | MF  | Anton Andreasson (uppflyttad från U21-laget) |
|    | Sverige | MF  | Arber Zeneli (uppflyttad från U21-laget)     |
|    | Sverige | MF  | Adam Lundqvist (uppflyttad från U21-laget)   |
|    | Sverige | A   | Victor Rotting (uppflyttad från U21-laget)   |

| Nr | Land         | Pos | Namn                                                  |
| -- | ------------ | --- | ----------------------------------------------------- |
|    | Sverige      | A   | Mohammed Abdulrahman (till Motala AIF)                |
|    | Norge        | MF  | Joackim Jørgensen (till Viking FK)                    |
|    | Sierra Leone | A   | Mohamed Bangura (återvänder efter lån till Celtic FC) |
|    | Sverige      | MV  | Andreas Andersson (till IK Sirius)                    |
|    | Sverige      | MF  | Martin Andersson (avslutat karriären)                 |
|    | England      | A   | James Keene (till Bnei Yehuda Tel Aviv FC)            |
|    | Sverige      | A   | Amadou Jawo (till Djurgårdens IF)                     |
|    | Sverige      | MV  | Kristoffer Björk (till Dalstorps IF)                  |
|    | Sverige      | F   | Tom Söderberg (till GS Apollon Smyrnis Athens)        |
|    | Island       | F   | Skuli Jon Fridgeirsson (utlånad till Gefle IF)        |
|    | Sverige      | MF  | Stefan Ishizaki (till Los Angeles Galaxy)             |

| Nr | Land         | Pos | Namn                                                  |
| -- | ------------ | --- | ----------------------------------------------------- |
|    | Sverige      | A   | Mohammed Abdulrahman (till Motala AIF)                |
|    | Norge        | MF  | Joackim Jørgensen (till Viking FK)                    |
|    | Sierra Leone | A   | Mohamed Bangura (återvänder efter lån till Celtic FC) |
|    | Sverige      | MV  | Andreas Andersson (till IK Sirius)                    |
|    | Sverige      | MF  | Martin Andersson (avslutat karriären)                 |
|    | England      | A   | James Keene (till Bnei Yehuda Tel Aviv FC)            |
|    | Sverige      | A   | Amadou Jawo (till Djurgårdens IF)                     |
|    | Sverige      | MV  | Kristoffer Björk (till Dalstorps IF)                  |
|    | Sverige      | F   | Tom Söderberg (till GS Apollon Smyrnis Athens)        |
|    | Island       | F   | Skuli Jon Fridgeirsson (utlånad till Gefle IF)        |
|    | Sverige      | MF  | Stefan Ishizaki (till Los Angeles Galaxy)             |

### Gefle IF
Källa:
| Nr | Land    | Pos | Namn                                      |
| -- | ------- | --- | ----------------------------------------- |
|    | Sverige | MV  | Sasa Sjanic (från Vasalunds IF)           |
|    | Sverige | F   | Jesper Florén (från Gais)                 |
|    | Sverige | A   | Dardan Mustafa (från Lunds BK)            |
|    | Sverige | MF  | Oscar Karlsson (från Nyköpings BIS)       |
|    | Island  | F   | Skuli Jon Fridgeirsson (från IF Elfsborg) |
|    | Liberia | A   | Dioh Williams (från BK Häcken)            |
|    | Sverige | MF  | Anders Bååth (från Syrianska FC)          |

| Nr | Land    | Pos | Namn                                      |
| -- | ------- | --- | ----------------------------------------- |
|    | Sverige | MV  | Sasa Sjanic (från Vasalunds IF)           |
|    | Sverige | F   | Jesper Florén (från Gais)                 |
|    | Sverige | A   | Dardan Mustafa (från Lunds BK)            |
|    | Sverige | MF  | Oscar Karlsson (från Nyköpings BIS)       |
|    | Island  | F   | Skuli Jon Fridgeirsson (från IF Elfsborg) |
|    | Liberia | A   | Dioh Williams (från BK Häcken)            |
|    | Sverige | MF  | Anders Bååth (från Syrianska FC)          |

| Nr | Land    | Pos | Namn                                      |
| -- | ------- | --- | ----------------------------------------- |
|    | Sverige | MV  | Mattias Hugosson (avslutat karriären)     |
|    | Sverige | MF  | Daniel Bernhardsson (avslutat karriären)  |
|    | Sverige | A   | Johan Svantesson (avslutat karriären)     |
|    | Sverige | F   | William Lundin (avslutat karriären)       |
|    | Sverige | F   | Linus Malmborg (till Assyriska FF)        |
|    | Sverige | F   | Eric Törnros (till IK Brage)              |
|    | Sverige | A   | Mikael Dahlberg (till GS Apollon Smyrnis) |
|    | Sverige | MF  | Alexander Faltsetas (till Djurgårdens IF) |
|    | Sverige | A   | Jakob Orlov (till SK Brann)               |
|    | Ghana   | MF  | Joachim Adukor (fri transfer)             |

| Nr | Land    | Pos | Namn                                      |
| -- | ------- | --- | ----------------------------------------- |
|    | Sverige | MV  | Mattias Hugosson (avslutat karriären)     |
|    | Sverige | MF  | Daniel Bernhardsson (avslutat karriären)  |
|    | Sverige | A   | Johan Svantesson (avslutat karriären)     |
|    | Sverige | F   | William Lundin (avslutat karriären)       |
|    | Sverige | F   | Linus Malmborg (till Assyriska FF)        |
|    | Sverige | F   | Eric Törnros (till IK Brage)              |
|    | Sverige | A   | Mikael Dahlberg (till GS Apollon Smyrnis) |
|    | Sverige | MF  | Alexander Faltsetas (till Djurgårdens IF) |
|    | Sverige | A   | Jakob Orlov (till SK Brann)               |
|    | Ghana   | MF  | Joachim Adukor (fri transfer)             |

### Halmstads BK
| Nr | Land | Pos | Namn |
| -- | ---- | --- | ---- |

| Nr | Land | Pos | Namn |
| -- | ---- | --- | ---- |

| Nr | Land    | Pos | Namn                                  |
| -- | ------- | --- | ------------------------------------- |
|    | Sverige | F   | Michael Svensson (Avslutat karriären) |

| Nr | Land    | Pos | Namn                                  |
| -- | ------- | --- | ------------------------------------- |
|    | Sverige | F   | Michael Svensson (Avslutat karriären) |

### Helsingborgs IF
| Nr | Land | Pos | Namn |
| -- | ---- | --- | ---- |

| Nr | Land | Pos | Namn |
| -- | ---- | --- | ---- |

| Nr | Land | Pos | Namn |
| -- | ---- | --- | ---- |

| Nr | Land | Pos | Namn |
| -- | ---- | --- | ---- |

### BK Häcken
| Nr | Land    | Pos | Namn                           |
| -- | ------- | --- | ------------------------------ |
|    | Sverige | MF  | Sebastian Ohlsson (Skövde AIK) |
|    | Sverige | MF  | Ivo Pekalski (Malmö FF)        |
|    | Uganda  | MF  | Sula Matovu (Erbil SC)         |

| Nr | Land    | Pos | Namn                           |
| -- | ------- | --- | ------------------------------ |
|    | Sverige | MF  | Sebastian Ohlsson (Skövde AIK) |
|    | Sverige | MF  | Ivo Pekalski (Malmö FF)        |
|    | Uganda  | MF  | Sula Matovu (Erbil SC)         |

| Nr | Land    | Pos | Namn                          |
| -- | ------- | --- | ----------------------------- |
|    | Nigeria | MF  | Dominic Chatto (Kontraktslös) |

| Nr | Land    | Pos | Namn                          |
| -- | ------- | --- | ----------------------------- |
|    | Nigeria | MF  | Dominic Chatto (Kontraktslös) |

### Falkenbergs FF
Källa:
| Nr | Land    | Pos | Namn                                      |
| -- | ------- | --- | ----------------------------------------- |
|    | Sverige | F   | Tibor Joza (från BK Häcken)               |
|    | Sverige | MV  | Rasmus Rydén (från Halmstads BK)          |
|    | Sverige | MF  | Christoffer Carlsson (från Hammarby IF)   |
|    | Sverige | F   | Rasmus Sjöstedt (lån från Kalmar FF)      |
|    | Ghana   | A   | Godsway Donyoh (lån från Manchester City) |
|    | Sverige | A   | Andres Thorleifsson (från BKV Norrtälje)  |
|    | Sverige | MF  | Hampus Svensson (Vinbergs IF)             |

| Nr | Land    | Pos | Namn                                      |
| -- | ------- | --- | ----------------------------------------- |
|    | Sverige | F   | Tibor Joza (från BK Häcken)               |
|    | Sverige | MV  | Rasmus Rydén (från Halmstads BK)          |
|    | Sverige | MF  | Christoffer Carlsson (från Hammarby IF)   |
|    | Sverige | F   | Rasmus Sjöstedt (lån från Kalmar FF)      |
|    | Ghana   | A   | Godsway Donyoh (lån från Manchester City) |
|    | Sverige | A   | Andres Thorleifsson (från BKV Norrtälje)  |
|    | Sverige | MF  | Hampus Svensson (Vinbergs IF)             |

| Nr | Land    | Pos | Namn                                |
| -- | ------- | --- | ----------------------------------- |
|    | Sverige | MV  | Jesper Hansen (till Trelleborgs FF) |
|    | Sverige | MF  | Niclas Eliasson (till AIK)          |
|    | Sverige | A   | Victor Sköld (till Åtvidabergs FF)  |
|    | Sverige | F   | Danny Ervik (till Mjällby AIF)      |
|    | Sverige | F   | Emil Jensen (fri transfer)          |

| Nr | Land    | Pos | Namn                                |
| -- | ------- | --- | ----------------------------------- |
|    | Sverige | MV  | Jesper Hansen (till Trelleborgs FF) |
|    | Sverige | MF  | Niclas Eliasson (till AIK)          |
|    | Sverige | A   | Victor Sköld (till Åtvidabergs FF)  |
|    | Sverige | F   | Danny Ervik (till Mjällby AIF)      |
|    | Sverige | F   | Emil Jensen (fri transfer)          |

### IFK Göteborg
| Nr | Land      | Pos | Namn                                               |
| -- | --------- | --- | -------------------------------------------------- |
|    | Sverige   | MF  | Martin Smedberg-Dalence (från IFK Norrköping)      |
|    | Sverige   | F   | Jonathan Azulay (återvände efter lån i Örgryte IS) |
|    | Sydafrika | MF  | May Mahlangu (fri transfer)                        |
|    | Senegal   | A   | Malick Mané (från Sogndal IL)                      |
|    | Sverige   | MF  | Gustav Svensson (från Tavriya Simferopol)          |

| Nr | Land      | Pos | Namn                                               |
| -- | --------- | --- | -------------------------------------------------- |
|    | Sverige   | MF  | Martin Smedberg-Dalence (från IFK Norrköping)      |
|    | Sverige   | F   | Jonathan Azulay (återvände efter lån i Örgryte IS) |
|    | Sydafrika | MF  | May Mahlangu (fri transfer)                        |
|    | Senegal   | A   | Malick Mané (från Sogndal IL)                      |
|    | Sverige   | MF  | Gustav Svensson (från Tavriya Simferopol)          |

| Nr | Land    | Pos | Namn                                         |
| -- | ------- | --- | -------------------------------------------- |
|    | Sverige | A   | Hannes Stiller (fri transfer)                |
|    | Sverige | MF  | Pontus Farnerud (slutar)                     |
|    | Sverige | A   | Sebastian Ohlsson (fri transfer)             |
|    | Island  | F   | Logi Valgarðsson (till Sogndal IL)           |
|    | Sverige | A   | Pär Ericsson (till Mons)                     |
|    | Sverige | F   | Mikael Dyrestam (fri transfer)               |
|    | Sverige | A   | Tobias Hysén (till Shanghai Dongya)          |
|    | Sverige | F   | Erik Lund (till Varbergs BoIS)               |
|    | Sverige | MF  | Nordin Gerzić (utlånad till Örebro SK)       |
|    | Sverige | F   | Jonathan Azulay (utlånad till Östersunds FK) |

| Nr | Land    | Pos | Namn                                         |
| -- | ------- | --- | -------------------------------------------- |
|    | Sverige | A   | Hannes Stiller (fri transfer)                |
|    | Sverige | MF  | Pontus Farnerud (slutar)                     |
|    | Sverige | A   | Sebastian Ohlsson (fri transfer)             |
|    | Island  | F   | Logi Valgarðsson (till Sogndal IL)           |
|    | Sverige | A   | Pär Ericsson (till Mons)                     |
|    | Sverige | F   | Mikael Dyrestam (fri transfer)               |
|    | Sverige | A   | Tobias Hysén (till Shanghai Dongya)          |
|    | Sverige | F   | Erik Lund (till Varbergs BoIS)               |
|    | Sverige | MF  | Nordin Gerzić (utlånad till Örebro SK)       |
|    | Sverige | F   | Jonathan Azulay (utlånad till Östersunds FK) |

### Kalmar FF
| Nr | Land | Pos | Namn |
| -- | ---- | --- | ---- |

| Nr | Land | Pos | Namn |
| -- | ---- | --- | ---- |

| Nr | Land | Pos | Namn |
| -- | ---- | --- | ---- |

| Nr | Land | Pos | Namn |
| -- | ---- | --- | ---- |

### Malmö FF
| Nr | Land | Pos | Namn |
| -- | ---- | --- | ---- |

| Nr | Land | Pos | Namn |
| -- | ---- | --- | ---- |

| Nr | Land    | Pos | Namn                     |
| -- | ------- | --- | ------------------------ |
|    | Sverige | MF  | Ivo Pekalski (BK Häcken) |

| Nr | Land    | Pos | Namn                     |
| -- | ------- | --- | ------------------------ |
|    | Sverige | MF  | Ivo Pekalski (BK Häcken) |

### Mjällby AIF
| Nr | Land    | Pos | Namn                         |
| -- | ------- | --- | ---------------------------- |
|    | Sverige | A   | Patrik Ingelsten (Viking FK) |

| Nr | Land    | Pos | Namn                         |
| -- | ------- | --- | ---------------------------- |
|    | Sverige | A   | Patrik Ingelsten (Viking FK) |

| Nr | Land    | Pos | Namn                                     |
| -- | ------- | --- | ---------------------------------------- |
|    | Sverige | F   | William Leandersson (Avslutat karriären) |

| Nr | Land    | Pos | Namn                                     |
| -- | ------- | --- | ---------------------------------------- |
|    | Sverige | F   | William Leandersson (Avslutat karriären) |

### IFK Norrköping
| Nr | Land         | Pos | Namn                      |
| -- | ------------ | --- | ------------------------- |
|    | Sierra Leone | A   | Alhaji Kamara (FC Kallon) |

| Nr | Land         | Pos | Namn                      |
| -- | ------------ | --- | ------------------------- |
|    | Sierra Leone | A   | Alhaji Kamara (FC Kallon) |

| Nr | Land    | Pos | Namn                                  |
| -- | ------- | --- | ------------------------------------- |
|    | Sverige | F   | Bobbie Friberg da Cruz (Kontraktslös) |

| Nr | Land    | Pos | Namn                                  |
| -- | ------- | --- | ------------------------------------- |
|    | Sverige | F   | Bobbie Friberg da Cruz (Kontraktslös) |

### Åtvidabergs FF
| Nr | Land    | Pos | Namn                          |
| -- | ------- | --- | ----------------------------- |
|    | Sverige | A   | Victor Sköld (Falkenbergs FF) |

| Nr | Land    | Pos | Namn                          |
| -- | ------- | --- | ----------------------------- |
|    | Sverige | A   | Victor Sköld (Falkenbergs FF) |

| Nr | Land    | Pos | Namn                            |
| -- | ------- | --- | ------------------------------- |
|    | Sverige | F   | Hampus Svensson (Nyköpings BIS) |

| Nr | Land    | Pos | Namn                            |
| -- | ------- | --- | ------------------------------- |
|    | Sverige | F   | Hampus Svensson (Nyköpings BIS) |

### Örebro SK
| Nr | Land         | Pos | Namn                          |
| -- | ------------ | --- | ----------------------------- |
|    | Sverige      | F   | Erik Moberg (Åtvidabergs FF)  |
|    | Ghana        | F   | Samuel Mensah (Östersunds FK) |
|    | Sverige      | MF  | Robert Åhman-Persson (AIK)    |
|    | Sverige      | MF  | Daniel Gustavsson (AIK)       |
|    | Sierra Leone | A   | Alhassan Kamara (AIK)         |

| Nr | Land         | Pos | Namn                          |
| -- | ------------ | --- | ----------------------------- |
|    | Sverige      | F   | Erik Moberg (Åtvidabergs FF)  |
|    | Ghana        | F   | Samuel Mensah (Östersunds FK) |
|    | Sverige      | MF  | Robert Åhman-Persson (AIK)    |
|    | Sverige      | MF  | Daniel Gustavsson (AIK)       |
|    | Sierra Leone | A   | Alhassan Kamara (AIK)         |

| Nr | Land    | Pos | Namn                            |
| -- | ------- | --- | ------------------------------- |
|    | Sverige | MV  | Ludwig Bergström                |
|    | Sverige | F   | Eidur Sigurbjörnsson            |
|    | Sverige | F   | Samuel Wowoah                   |
|    | Sverige | MF  | Josef Ibrahim (IFK Mariehamn)   |
|    | Sverige | A   | Peter Samuelsson (Degerfors IF) |

| Nr | Land    | Pos | Namn                            |
| -- | ------- | --- | ------------------------------- |
|    | Sverige | MV  | Ludwig Bergström                |
|    | Sverige | F   | Eidur Sigurbjörnsson            |
|    | Sverige | F   | Samuel Wowoah                   |
|    | Sverige | MF  | Josef Ibrahim (IFK Mariehamn)   |
|    | Sverige | A   | Peter Samuelsson (Degerfors IF) |